# Complejo Lagunar de la Albuera
Complejo Lagunar de la Albuera este o arie protejată (arie specială de conservare — SAC, sit de importanță comunitară — SCI) din Spania întinsă pe o suprafață de 1.924,17 ha, integral pe uscat.

## Localizare
Centrul sitului Complejo Lagunar de la Albuera este situat la coordonatele 38°41′49″N 6°45′48″W / 38.6969°N 6.7633°V.

## Înființare
Situl Complejo Lagunar de la Albuera a fost declarat sit de importanță comunitară în decembrie 1997 pentru a proteja 2 specii de plante și 56 de specii de animale. Situl a fost protejat și ca arie specială de conservare în mai 2015.

## Biodiversitate
Situată în ecoregiunea mediteraneană, aria protejată conține 5 habitate naturale: Dehesas cu Quercus spp. perene, Pseudostepă cu ierburi și specii anuale de Thero-Brachypodietea, Stepe sărăturate mediteraneene (Limonietalia), Tufărișuri termo-mediteraneene și de pre-deșert, Iazuri temporare mediteraneene.
La baza desemnării sitului se află mai multe specii protejate:
- plante (2): Marsilea batardae, Marsilea strigosa
- păsări (51): fluierar de munte (Actitis hypoleucos), rață sulițar (Anas acuta), rață lingurar (Anas clypeata), rață pitică (Anas crecca), rață fluierătoare (Anas penelope), rață mare (Anas platyrhynchos), rață cârâitoare (Anas querquedula), rață pestriță (Anas strepera), gâscă cenușie (Anser anser), stârc cenușiu (Ardea cinerea), stârc galben (Ardeola ralloides), rață-cu-cap-castaniu (Aythya ferina), buhai de baltă (Botaurus stellaris), Bubulcus ibis, pasărea ogorului (Burhinus oedicnemus), fugaci de țărm (Calidris alpina), Calidris canutus,  prundaș gulerat mic (Charadrius dubius), prundaș gulerat mare (Charadrius hiaticula), chirighiță-cu-obraz-alb (Chlidonias hybridus), chirighiță neagră (Chlidonias niger), barză albă (Ciconia ciconia), barză neagră (Ciconia nigra), erete de stuf (Circus aeruginosus), egretă mică (Egretta garzetta), lișiță (Fulica atra), becațină comună (Gallinago gallinago), găinușă de baltă (Gallinula chloropus), pescăriță râzătoare (Gelochelidon nilotica), ciovlica roșcată (Glareola pratincola), cocor (Grus grus), piciorong (Himantopus himantopus), pescăruș negricios (Larus fuscus), pescăruș râzător (Larus ridibundus), sitar de mâl (Limosa limosa), rață cu ciuf (Netta rufina), stârc de noapte (Nycticorax nycticorax), Oxyura leucocephala, bătăuș (Philomachus pugnax), flamingo roz (Phoenicopterus roseus), lopătar (Platalea leucorodia), ploier auriu (Pluvialis apricaria), corcodel mare (Podiceps cristatus), corcodel-cu-gât-negru (Podiceps nigricollis), ciocântors (Recurvirostra avosetta), chiră mică (Sterna albifrons), corcodel mic (Tachybaptus ruficollis), fluierar de mlaștină (Tringa glareola), fluierar cu picioare verzi (Tringa nebularia), fluierarul cu picioare roșii (Tringa totanus), nagâț (Vanellus vanellus)
- amfibieni (1): Discoglossus galganoi
- mamifere (1): vidră de râu (Lutra lutra)
- nevertebrate (2): Apteromantis aptera, fluturele auriu (Euphydryas aurinia)
- reptile (1): Mauremys leprosa

Pe lângă speciile protejate, pe teritoriul sitului au mai fost identificate 14 specii de plante, 7 specii de amfibieni, 3 specii de mamifere, 2 specii de nevertebrate, 9 specii de reptile.